# Legítima venjança
Legítima vengança (títol original: Legacy of Rage (xinès: 龍在江湖)) és una pel·lícula d'acció de Hong kong de 1986, dirigida per Ronny Yu, protagonitzada per Brandon Lee, Michael Wong, Regina Kent i Bolo Yeung que fa un cameo. Aquest seria el primer paper protagònista de Brandon Lee en una pel·lícula, va ser l'única que va gravar a Hong Kong i la primera que va rodar per ser estrenada en cinemes. Es va estrenar a Hong Kong el 20 de desembre de 1986.

## Argument
Brandon Lee interpreta a Brandon Ma, un jove que es guanya la vida treballant com a mecànic durant el dia i com a cambrer a la nit. La seva major afició són les arts marcials i solament les empra en defensa de la justícia. Però un dia el seu millor amic, Michael Wan (Michael Wong), un jove ambiciós i assassí venedor de drogues, el traeix i Brandon acaba a la presó. Mentre compleix condemna, descobreix que Michael és culpable de tot el succeït. Amb ganes de venjança, Brandon intenta sortir de la presó per tots els mitjans sense aconseguir-ho. Després de complir la seva condemna i ajudat per Hoi, un pres al que va ajudar a la presó, Brandon decideix venjar-se i enfrontar-se a Michael que s'ha convertit en un poderós cap de la màfia.

## Repartiment
| Personatge  | Actor        |
| ----------- | ------------ |
| Brandon Ma. | Brandon Lee  |
| Michael Wan | Michael Wong |
| May         | Regina Kent  |
| Yee         | Michael Chan |
| Presoner    | Onno Boelee  |
| Mr. Wong    | Hak Chu      |
| Presoner    | Chui Kin-Wa  |
| Thug        | Bolo Yeung   |
| Mr. Yip     | Wing-Cho Yip |

## Llançament
Legítima vengança es va estrenar el 20 de desembre de 1986 i va ser gravada en idioma cantonés. Va ser l'única pel·lícula que Brandon Lee va rodar a Hong Kong i la primera que va rodar per ser estrenada en cinemes, ja que la seva anterior pel·lícula i la primera en la seva carrera cinematogràfica, seria per la televisió; Kung Fu: The Movie.